# Basilique Saint-Jacques d'Olsztyn
Cette  basilique n’est pas la seule basilique Saint-Jacques.
La basilique Saint-Jacques d’Olsztyn (en polonais : Bazylika konkatedralna św. Jakuba) est une basilique de l’Église catholique située à Olsztyn en Pologne. Elle est également co-cathédrale de l'archidiocèse de Warmie. Elle est dédiée à saint Jacques le Majeur.

## Histoire
L'église a été construite aux XIVe et XVe siècles , les voûtes et la tour ayant été ajoutées au XVIe siècle.
Pendant les guerres napoléoniennes, les Français ont utilisé l'église pour emprisonner des centaines de soldats russes. Les soldats ont brûlé une grande partie des boiseries d'origine pour se réchauffer pendant l'hiver. Le quartier de la vieille ville a de nouveau été endommagé en 1945, mais a été largement épargné durant la Première Guerre mondiale.
Pendant la république populaire de Pologne, la paroisse a intenté un procès au gouvernement au sujet de la perception des loyers. L'affaire a finalement été portée devant la Cour suprême, mais la paroisse a perdu le procès. En 1966, une version de la Vierge noire de Częstochowa devait se rendre à la paroisse d'Olsztyn pour célébrer le 1000e anniversaire du christianisme en Pologne, mais les autorités communistes l'ont détournée et ont ensuite confisqué l'icône.

## Conservation
En 2017, des travaux de rénovation ont eu lieu sur la tour. La corrosion et le plâtre endommagé ont été réparés. En 2018, une crypte cachée sous l'église a été découverte et rénovée. En 2023, l'église a été l'une des seules structures historiques d'Olsztyn à bénéficier d'un financement dans le cadre du Programme de protection des monuments. Elle a reçu 3,5 millions de zlotys pour sa rénovation.

## Architecture
L'église est construite dans le style gothique de brique. Elle présente une voûte en forme de cristaux. L'autel droit forme un triptyque de l'Annonciation.

## Galerie

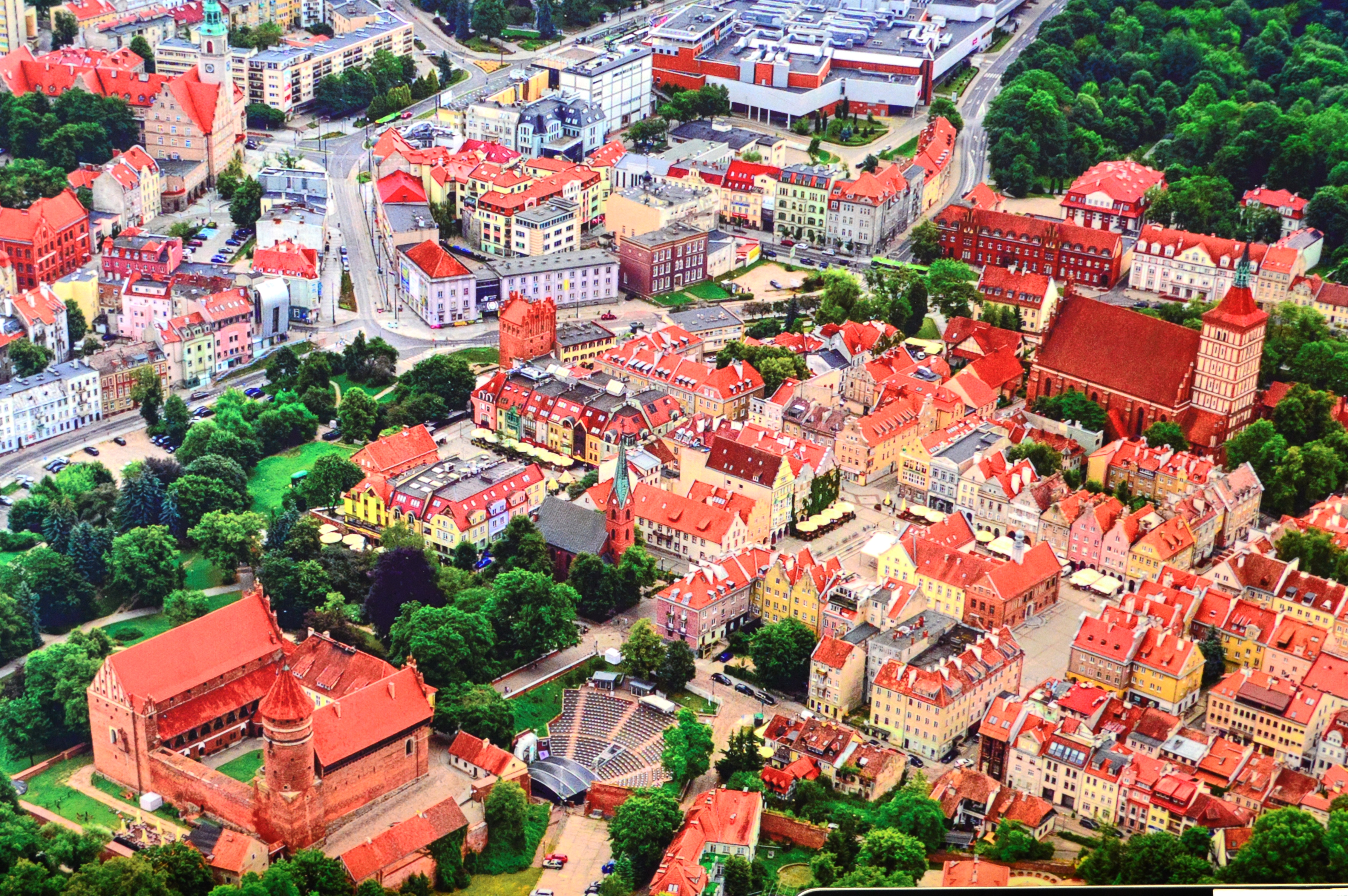
Vue aérienne.
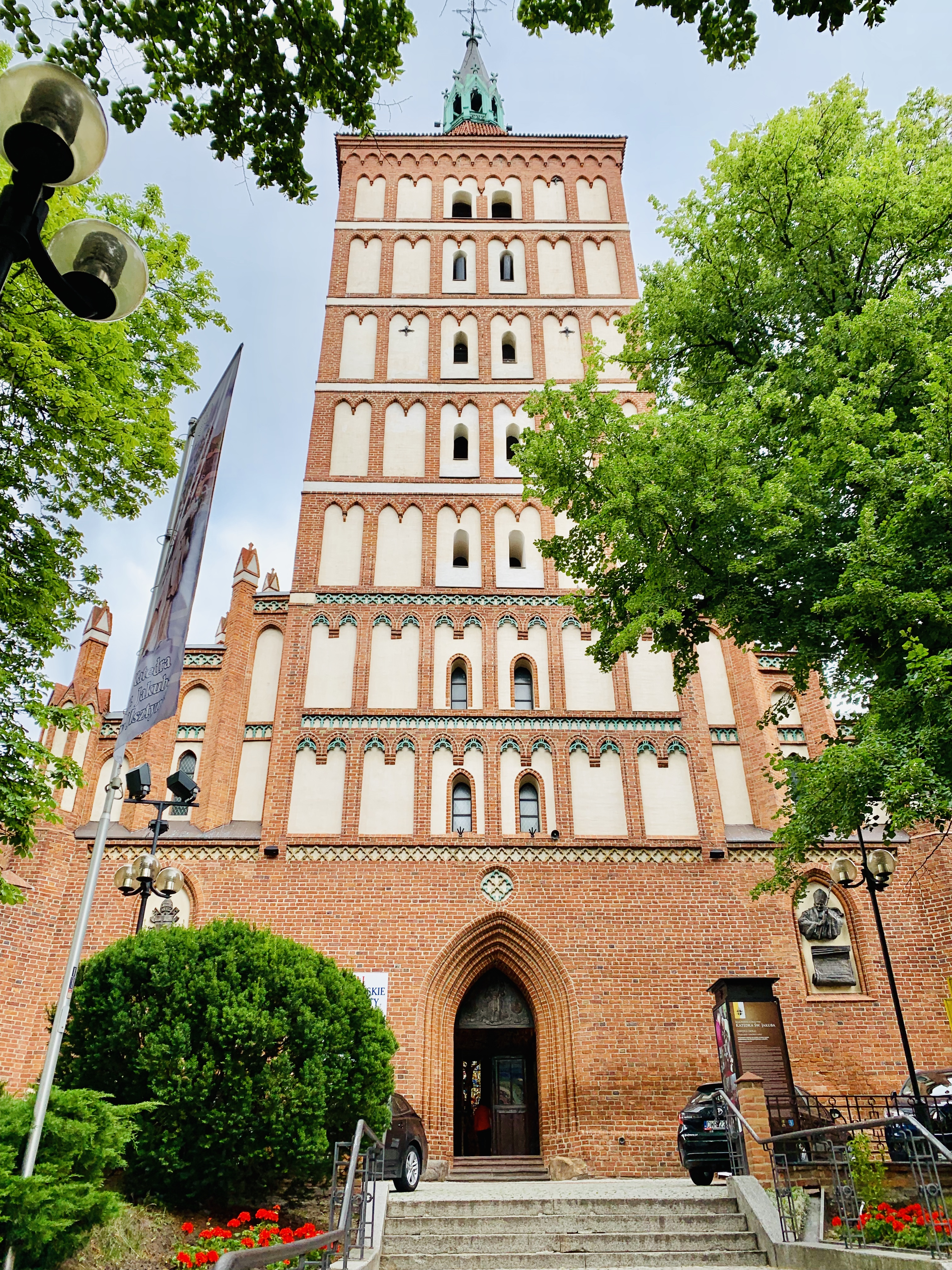
Façade principale avec la tour-clocher.
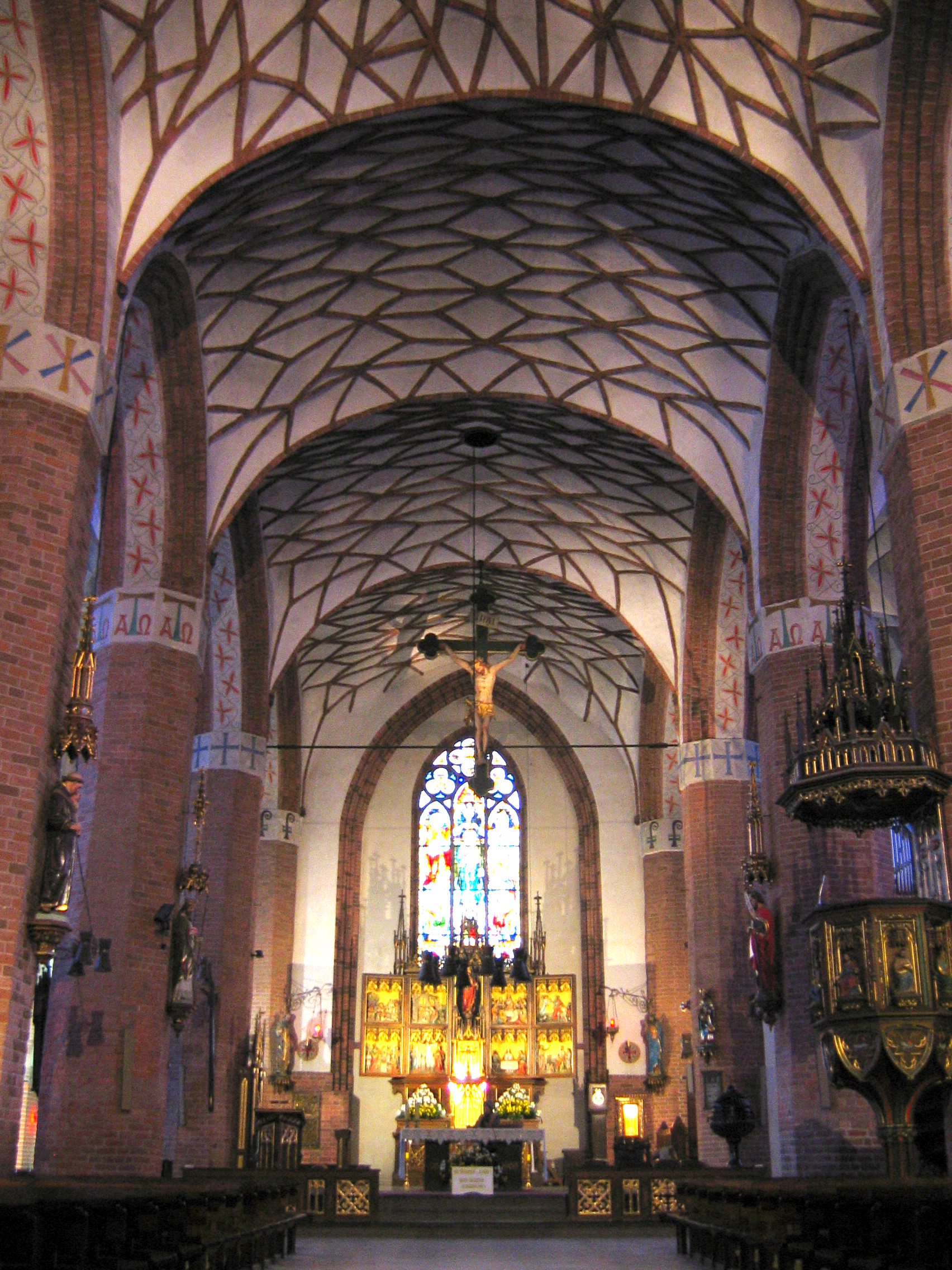
Nef centrale.
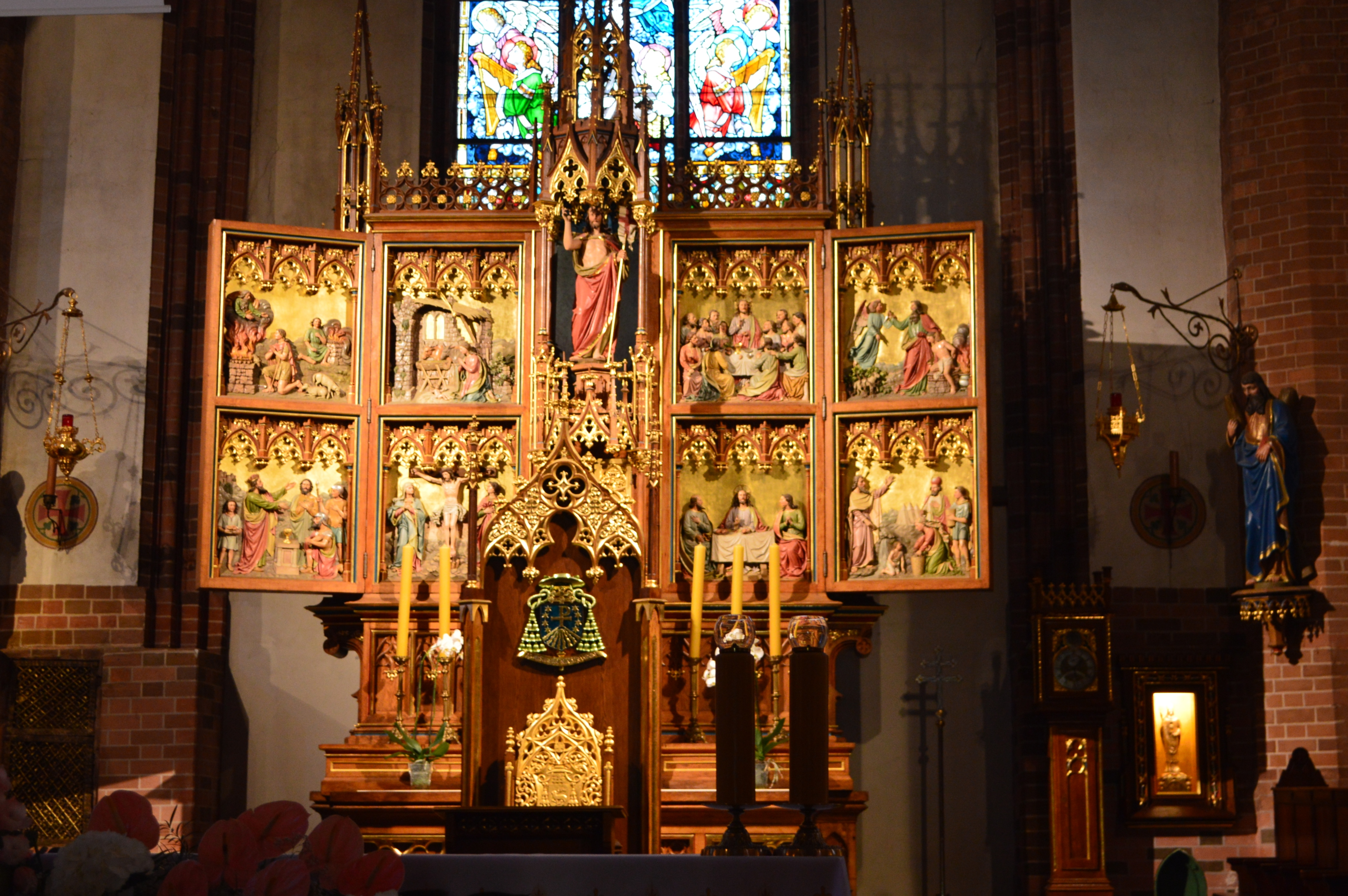
Triptyque du maître-autel.
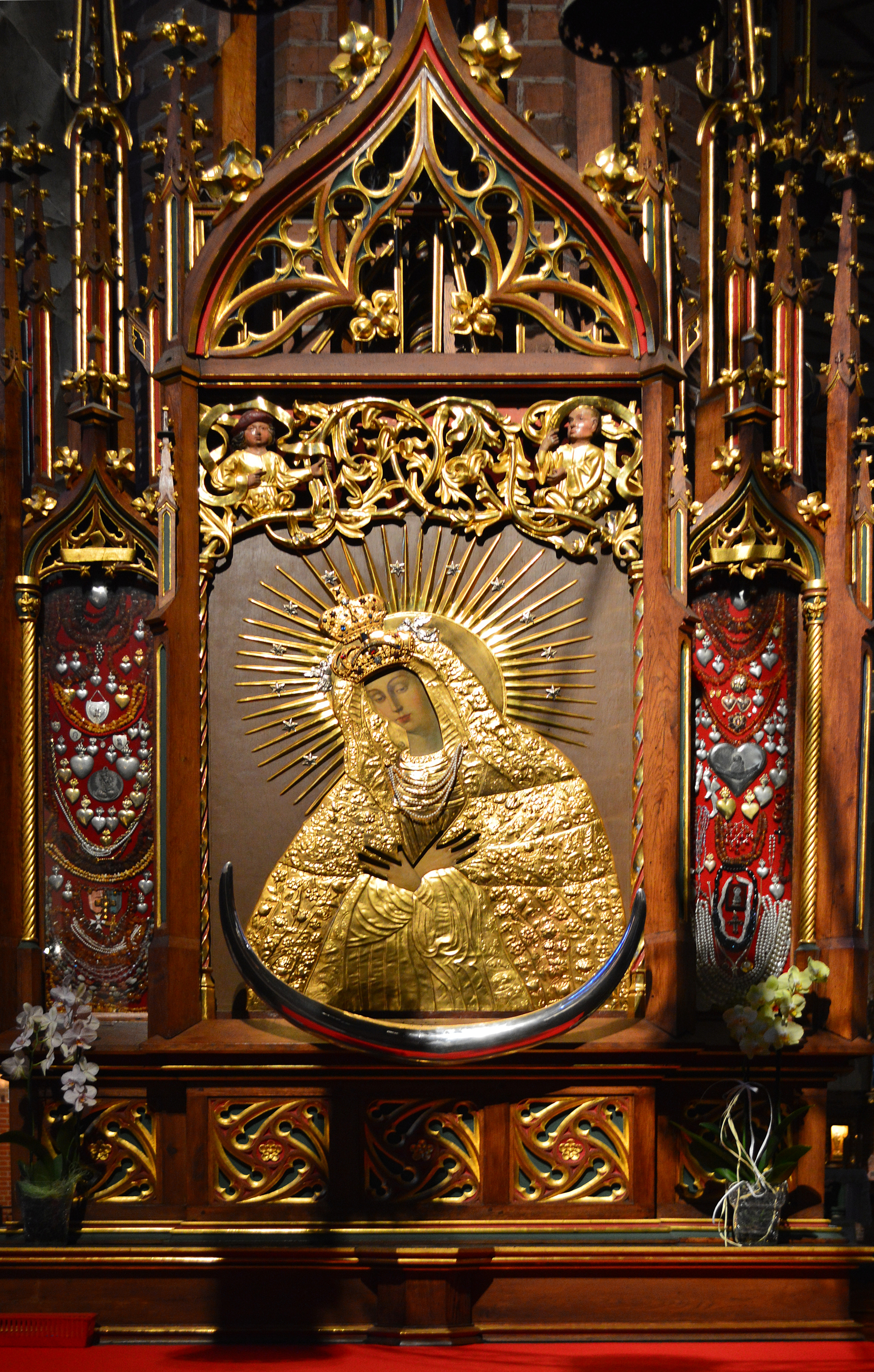
Vierge de Częstochowa.
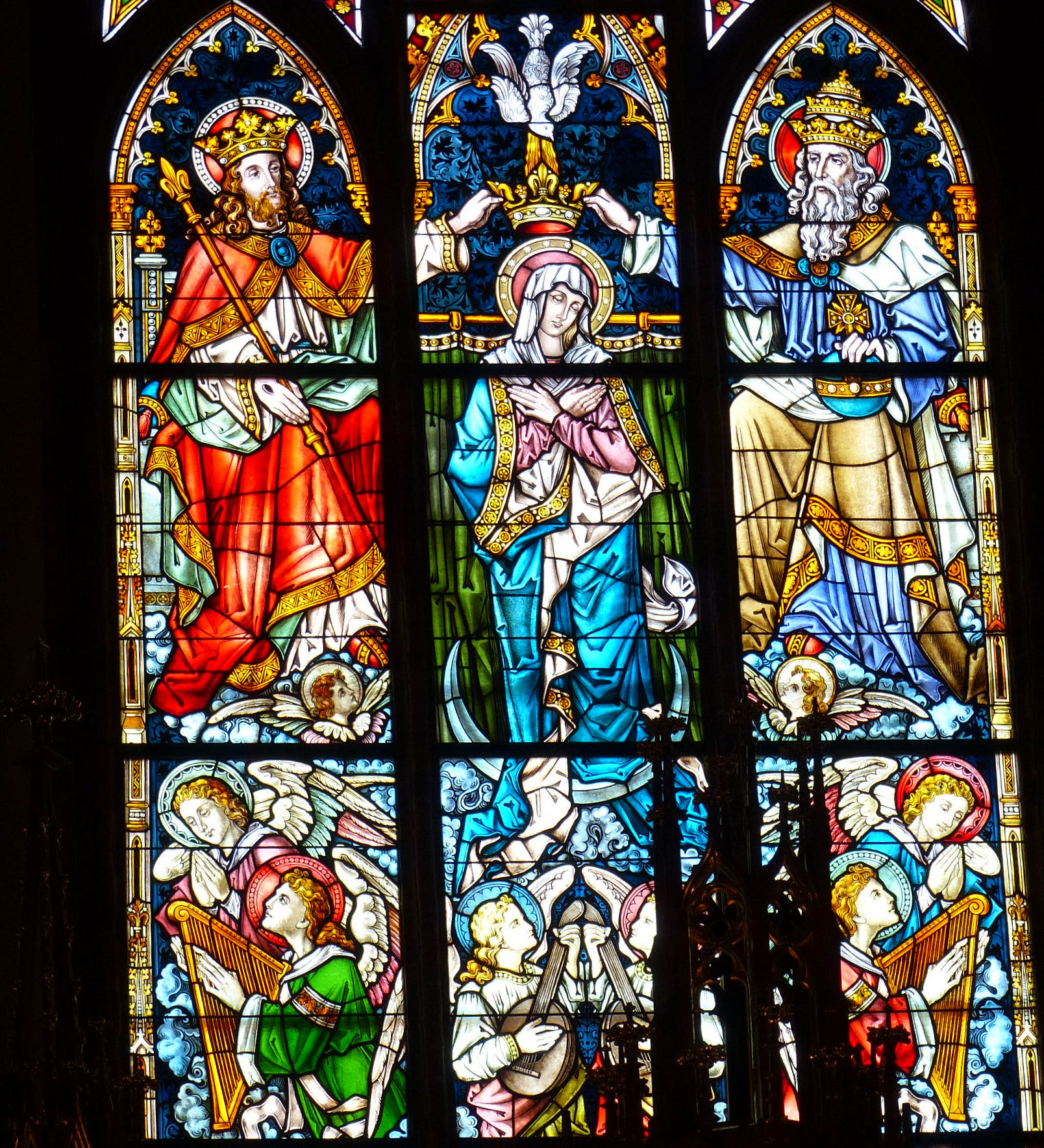
L'un des vitraux.

## Source
- (en) Cet article est partiellement ou en totalité issu de l’article de Wikipédia en anglais intitulé « Co-Cathedral Basilica of St. James in Olsztyn » (voir la liste des auteurs).